# Gomory: Book Of Angels Volume 25

Gomory: Book Of Angels Volume 25  est un album de compositions de John Zorn arrangées et chantées par Mycale, un quatuor vocal. Il s'agit du deuxième album du groupe dans cette série. Depuis le premier, Mycale, la formation a subi un changement de personnel : Sara Serpa a remplacé Basya Schechter. Comme pour le premier volume, le groupe a composé certains textes et empruntés certains autres à des auteurs, dont Borges ou Pessoa.

## Titres
| No  | Titre     | Durée |
| --- | --------- | ----- |
| 1.  | Huzia     | 4:48  |
| 2.  | Tzadkiel  | 3:29  |
| 3.  | Mumiah    | 3:46  |
| 4.  | Yofiel    | 4:20  |
| 5.  | Peliel    | 4:11  |
| 6.  | Achusaton | 3:24  |
| 7.  | Qaddisin  | 4:54  |
| 8.  | Belial    | 2:32  |
| 9.  | Grial     | 3:23  |
| 10. | Shahariel | 4:58  |
| 11. | Paschar   | 1:47  |

## Personnel
- Ayelet Rose Gottlieb : chant
- Sofia Rei : chant
- Sara Serpa : chant
- Malika Zarra : chant